# Distretto di Pastavy
Il distretto di Pastavy (in bielorusso Пастаўскі раён?) è un distretto (raën) della Bielorussia appartenente alla regione di Vicebsk.